# 下五反田遺跡
座標: 北緯35度20分14.0秒 東経136度01分16.0秒 / 北緯35.337222度 東経136.021111度
下五反田遺跡（しもごたんだいせき）は滋賀県高島市安曇川町田中に位置する複合遺跡である。

## 概要

### 縄文時代
縄文時代晩期から僅かに遺物が確認された。

### 弥生時代
集落の形成が見られるのは、弥生時代後期から古墳時代初頭にかけてである。

### 古墳時代
古墳時代中期には集落の中に、初期須恵器・韓式系土器を携え、初期のカマドを設置する集落が展開し、渡来系集団に強く関わる集落と確認された。古墳時代後期も遺物を含む流路の存在から、周辺に集落の存在が考えられる。出土した初期須恵器、陶質土器、軟質土器、鍛冶滓、製塩土器などから、5世紀代における拠点と思われる。

### 飛鳥時代から平安時代
7世紀前半には竪穴建物が存在し、この時期の遺物が大量に出土する流路を確認した。7世紀後葉から8世紀前半代は建物の主軸を正南北に近い方向に向けており、周辺の法隆寺式軒平瓦を持つ寺院の存在を裏付けた。この時期に竪穴建物が終焉し、掘立柱建物を採用してゆく。8世紀後半から9世紀にかけては集落が掘立柱建物のみで構成されるようになった。
11から12世紀には、条里方向に影響を受けた溝で区画された集落が構成される。建物も大型の総柱建物で構成されるようになる。

### 鎌倉時代以降
そして、13世紀以降集落は移動して水田化され、現在の景観となった。

## 発掘調査までの経緯
1994年（平成6年）度の安曇川町教育委員会による発掘調査では、7世紀後半の法隆寺式の瓦が出土するなど、寺院の存在が想定されていた。
1995年（平成7年）度の小浜朽木高島線改良工事で、古墳時代の竪穴建物群を検出し、初期須恵器等が出土していることから渡来系集団の集落が想定された。
県道小浜朽木高島線改良工事が計画されたため、湖西地域振興局建設管理部と滋賀県教育委員会文化財保護課が2000年（平成12年）度に発掘調査を行うこととなった。
1999年（平成11年）10月25日から10月28日に試掘調査を行い、本調査は2000年（平成12年）4月1日から2001年（平成13年）3月25日まで行った。
2000年（平成12年）4月27日から重機による掘削を行い、2001年（平成13年）2月2日に埋め戻しを終了し、引渡しを行った。
整理作業は2001年（平成13年）度から2003年（平成15年）度にかけて実施した。

## 考証
この遺跡では滋賀県下において早い時期（古墳時代中期）に竪穴建物内にカマドを設置し、初期須恵器・陶質土器・軟質土器などが出土することから、渡来系集団に関連する集落であったことが考えられている。
同時期に八反田遺跡および、東窪田遺跡から竪穴建物が確認されていることから、この時期の遺跡の分布は南市東遺跡を中心にした広範囲が想定される。
南市東遺跡と下五反田遺跡は約360メートル近く離れているために、この両遺跡が同一遺跡なのか？は現時点では判断が難しいが、もし同一遺跡だとすれば、大規模な渡来系集団の集落が存在していたと想定しなければならない。
墳墓として、遺跡から約1キロメートル西方には田中王塚古墳群が存在する。継体天皇の父、彦主人王が被葬者とされる王塚古墳は5世紀前半から中葉に造営されたものと考えられて、安曇陵墓参考地に比定されている。
遺跡の約2キロメートル南方には6世紀前半に築造された鴨稲荷山古墳が存在する。この古墳は前方後円墳で二上山から運ばれた家形石棺をもち、耳飾・冠・双魚形珮飾など朝鮮半島南部の古墳出土品に類似した金銅製品が副葬されていた。被葬者は5世紀前半から6世紀前半にかけて彦主人王や継体天皇を支えた三尾君氏の首長墓であると考えられている。
この「三尾君氏」は、古代の高島郡南部に大きな勢力を持っていた豪族であり、『日本書紀』によると、彦主人王は「近江国高嶋郡三尾之別業」において越前三国から振姫を迎え、継体天皇が誕生したという。安曇川町には「三尾里」「三重生」の地名、高島町に「水尾神社」が存在していることから、この付近の何処かに三尾之別業はあったと考えられている。